# فراری روما
فراری روما (به انگلیسی: Ferrari Roma) (نوع اف۱۶۹) یک خودروی اسپورت جی‌تی ایتالیایی با کارایی بالا است که توسط شرکت خودروسازی فراری ساخته شده‌است. این خودرو یک کوپه دو در با سقف سخت ۲+۲ است و دارای طرح‌بندی موتور جلو-محور عقب است. این خودرو بر اساس فراری پورتوفینو، یک مدل وی۸ توربوشارژ با عملکرد فوق‌العاده بالا است که بین پورتوفینو و اف۸ در مجموعه خودروهای اسپورت فراری قرار گرفته‌است. نام روما مستقیماً از اساطیر روم باستان گرفته شده‌است. این وسیله نقلیه به افتخار پایتخت ایتالیا نامگذاری شد و در اصل در ۱۳ نوامبر ۲۰۱۹، به صورت آنلاین معرفی شد. رونمایی عمومی رسمی از این خودرو روز بعد در رم انجام شد.